# 織田秀子
織田 秀子（おだ ひでこ、? - 寛永9年4月12日（1632年5月30日））または藤（ふじ）は、織田信長の三女（『寛政重修諸家譜』）、または14子（『系図纂要』織田氏系図、『筒井諸記』）。実父は明智光秀であり、信長の養女としてから嫁いだとする説もある。筒井定次の正室。子に筒井順定。法名は日栄。

## 生涯
織田秀子は、中川秀政室の鶴姫（鷺の方）と同一人物であるともされている。天正6年（1578年）の荒木村重の謀反の際、中川清秀は荒木から離れ信長に与してこれを攻めるという武功があり、これを評価した織田信長が清秀の嫡男の秀政に、同年に嫁がせたという。秀政室の時の名は「袖」とされる。だが、天正20年（1592年）10月、秀政が鷹狩り中に伏兵に襲撃され25歳で死去し、中川家を離れている。この時の法名は後年と同じ「日栄」であった（『系図纂要』織田系図、『筒井補系』-「中川家説」）。
天正6年（1578年）3月（異説あり）、前年の松永久秀討伐の功を評価した信長の指示で、筒井順慶の養嗣子・定次へ嫁ぐ。天正10（1582年）年6月には、父・信長が本能寺の変で横死する。だが定次は豊臣政権に領知安堵され、天正13年（1585年）閏8月に伊賀上野藩20万石に転封となり、伊賀一国を支配する国持大名となった。この時から秀子は「上野御方」の尊称で呼ばれている。
慶長5年（1600年）、関ヶ原の戦いで定次は東軍に参加し、戦後所領を安堵された。しかし慶長13年（1608年）、重臣の中坊秀祐に悪政や鹿狩での倦怠などの不行状を訴えられ、定次は幕命により改易。定次と嫡男・順定は鳥居忠政のもとに預けられる。改易については、大坂城の豊臣秀頼に武家にとり重要とされる年賀の挨拶に赴き、幕府への忠誠の態度を明確に示さず日和見的であり、もともと豊臣恩顧の大名であって伊賀国という大坂近郊の軍事的要衝の地を領していたことが幕府から危険視されたためであるとされる。秀子は次男春次とともに唐招提寺法華院に移り住み（『筒井補系』）、おそらく母子ともにこの時出家したと思われる。
その後、慶長20年（1615年）に大坂の陣での豊臣家内通を咎められ、定次と順定は切腹を命じられ自害。秀子は寛永9年（1632年）4月12日に没した。